# Kowalski (casa editrice)
Kowalski editore è una casa editrice italiana.

## Storia
È stata fondata nel 2002 dalla coppia di scrittori e autori televisivi Gino e Michele insieme a Gut, l'azienda che produce Smemoranda, Bananas, la società che gestisce Zelig, e Feltrinelli.
La casa editrice ha un catalogo che comprende vari libri umoristici tra cui quelli scritti da cabarettisti del locale e programma televisivo Zelig come Fabrizio Fontana, Pali e Dispari, Beppe Braida, Paolo Cevoli. Ha anche pubblicato manuali e autobiografie come quelle di Tiziano Ferro e Stefano D'Orazio e le raccolte di battute curate da Gino e Michele (Le formiche e le cicale. Anno 2004), precedentemente edite da Baldini & Castoldi.